# Championnat d'Égypte de football 1980-1981
Navigation
Saison précédente Saison suivante
La saison 1980-1981 du Championnat d'Égypte de football est la 25e édition du championnat de première division égyptien. Quatorze clubs égyptiens prennent part au championnat organisé par la fédération. Les équipes sont regroupées au sein d'une poule unique où elles rencontrent leurs adversaires deux fois, à domicile et à l'extérieur. À l'issue du championnat, les deux derniers du classement sont relégués et remplacés par les deux meilleures équipes de D2.
C'est le club d'Al Ahly SC, double tenant du titre, qui remporte à nouveau la compétition, après avoir terminé en tête du classement final, avec un seul point d'avance sur le Zamalek SC (qui termine pourtant la saison invaincu) et dix sur l'Al-Masry Club. C'est le 17e titre de champion d'Égypte de l'histoire du club, qui réussit même le doublé en battant Al-Moqaouloun en finale de la Coupe d'Égypte.

## Les clubs participants
| - Al Ahly SC - Tersana SC - Zamalek SC - Ittihad Alexandrie - Ismaily SC - Al Sekka Al Hadid - Promu de D2 - Al Koroum | - Meniya Club - Promu de D2 - Esco - Al Olympi - Al-Moqaouloun - Al-Masry Club - Al Mansourah Sporting Club - Ghazl El Mahallah |

## Compétition

### Classement
Le classement est établi sur le barème de points classique (victoire à 2 points, match nul à 1, défaite à 0).
| Rang | Équipe                     | Pts | J  | G  | N  | P  | Bp | Bc | Diff |
| ---- | -------------------------- | --- | -- | -- | -- | -- | -- | -- | ---- |
| 1    | Al Ahly SC T C             | 41  | 26 | 18 | 5  | 3  | 47 | 15 | +32  |
| 2    | Zamalek SC                 | 40  | 26 | 14 | 12 | 0  | 34 | 15 | +19  |
| 3    | Al-Masry Club              | 31  | 26 | 11 | 9  | 6  | 28 | 17 | +11  |
| 4    | Ghazl El Mahallah          | 31  | 26 | 12 | 7  | 7  | 27 | 19 | +8   |
| 5    | Ittihad Alexandrie         | 30  | 26 | 10 | 10 | 6  | 27 | 25 | +2   |
| 6    | Al-Moqaouloun              | 27  | 26 | 9  | 9  | 8  | 23 | 24 | -1   |
| 7    | Ismaily SC                 | 25  | 26 | 6  | 13 | 7  | 18 | 19 | -1   |
| 8    | Al Mansourah Sporting Club | 22  | 26 | 6  | 10 | 10 | 15 | 20 | -5   |
| 9    | Al Olympi                  | 22  | 26 | 4  | 14 | 8  | 16 | 23 | -7   |
| 10   | Meniya Club P              | 22  | 26 | 6  | 10 | 10 | 18 | 26 | -8   |
| 11   | Esco                       | 21  | 26 | 6  | 9  | 11 | 23 | 23 | 0    |
| 12   | Tersana SC                 | 19  | 26 | 5  | 9  | 12 | 21 | 28 | -7   |
| 13   | Al Koroum                  | 18  | 26 | 5  | 8  | 13 | 14 | 26 | -12  |
| 14   | Al Sekka Al Hadid P        | 15  | 26 | 3  | 9  | 14 | 11 | 42 | -31  |

| Légende : Qualifications et relégations | Légende : Qualifications et relégations                                |
| --------------------------------------- | ---------------------------------------------------------------------- |
|                                         | Qualification pour la Coupe d'Afrique des clubs champions 1982         |
|                                         | Qualification pour la Coupe des Coupes 1982                            |
|                                         | Relégation directe en deuxième division                                |
|                                         | T : Tenant du titre C : Vainqueur de la Coupe d'Égypte P : Promu de D2 |

## Bilan de la saison
| Championnat d'Égypte de football 1980-1981 |                        |
| Champion                                   | Al Ahly SC (17e titre) |
| Coupes et trophées                         |                        |
| Vainqueur de la Coupe d'Égypte 1980-1981   | Al Ahly SC             |
| Qualifications continentales               |                        |
| Coupe d'Afrique des clubs champions 1982   | Al Ahly SC             |
| Coupe des Coupes 1982                      | Al-Moqaouloun          |
| Promotions et relégations                  |                        |
| Promus en Egyptian Premier League          | El-Plastic             |
| Promus en Egyptian Premier League          | Gazl Domiyat           |
| Relégués en Egyptian Second League         | Al Koroum              |
| Relégués en Egyptian Second League         | Al Sekka Al Hadid      |